# Fissidens nanobryoides
Fissidens nanobryoides är en bladmossart som beskrevs av Bescherelle 1898. Fissidens nanobryoides ingår i släktet fickmossor, och familjen Fissidentaceae. Inga underarter finns listade i Catalogue of Life.